# Butterfly (Kylie Minogue)
"Butterfly" je dance-pop pjesma australske pjevačice Kylie Minogue. Objavljena je kao singl s njenog sedmog studijskog albuma Light Years na jesen 2001. godine samo u SAD-u.

## O pjesmi
Pjesmu "Butterfly" napisali su Minogue i Steve Anderson. Producirao ju je DJ i producent Mark Picchiotti. Kao promotivni američki singl postala je hit u plesnim klubovima dospijevajući na 14. mjesto ljestvice Billboard Hot Dance Club Play.
Pjesma je poslana u klubove na proljeće 2000. godine u Ujedinjenom Kraljevstvu da se testira reakcija DJ-eva na Minoguein novi materijal. "Butterfly" je trebala da bude četvrti singl s albuma Light Years, ali zbog jakih klupskih utjecaja zamijenjena je radiju naklonjenom "Please Stay". Ipak,  Mark Pichotti remiksirao je pjesmu i objavio je u SAD-u u izdanju svoje vlastite diskografske kuće Blue2 (divizije od Blueplate Records), gdje je postigla uspjeh na dance ljestvici.
Minogue je pjesmu izvodila na turneji On a Night Like This Tour, a video uvod ove pjesme bio je dio turneje Showgirl: The Homecoming Tour.

## Popis pjesama
SAD CD singl naručen poštom
1. "Butterfly" (4:09)
2. "Butterfly" (Sandstorm Vocal Mix) (7:15)
3. "Butterfly" (E-Smoove Vocal Mix) (8:05)
4. "Butterfly" (illicit Mix) (7:19)
5. "Butterfly" (Trisco Mix (duga inačica)) (7:50)
6. "Butterfly" (Havoc's Deep Inside the Cocoon Mix) (7:56)
7. "Butterfly" (Craig J's Mix) (5:41)
8. "Butterfly" (Sandstorm Dub) (9:03)
9. "Butterfly" (E-Smoove Dub) (8:06)

SAD CD singl
1. "Butterfly" (Sandstorm Vocal Mix) (7:15)
2. "Butterfly" (E-Smoove Vocal Mix) (8:05)
3. "Butterfly" (Illicit Mix) (7:19)
4. "Butterfly" (Trisco Mix (kratka inačica)) (6:37)
5. "Butterfly" (4:09)

SAD 12" vinilni singl
1. "Butterfly" (Sandstorm Vocal Mix) (7:15)
2. "Butterfly" (E-Smoove Vocal Mix) (8:05)
3. "Butterfly" (Illicit Mix) (7:19)
4. "Butterfly" (Trisco Mix (duga inačica)) (7:50)

## Top ljestvice
| Ljestvica (2001.)                 | Najviša pozicija |
| --------------------------------- | ---------------- |
| SAD Billboard Hot Dance Club Play | 14               |